# الكودة (تريم)
'

تعديل مصدري - تعديل

الكودة هي إحدى قرى عزلة تريم بمديرية تريم التابعة لمحافظة حضرموت، بلغ تعداد سكانها 108 نسمة حسب تعداد اليمن لعام 2004.